# غلام قادر گرامی
مولانا غلام قادر گرامی (زاده:۱۸۵۶— درگذشت:۲۶ مه ۱۹۲۷) شاعر مشهور پارسی شبه قاره بود. وی در زمان‌های مختلف به عنوان کشور شاعران با دربارهای مختلف سلطنتی مرتبط بود. شاعران بی شماری از شبه قاره شاگردان وی هستند، از جمله ابوالاثر حفیظ جالندهری.

## زندگی‌نامه

ابوالاثر حفیظ جالندهری

به سال ۱۸۵۶ میلادی در قصبهٔ دانشمند پرور جالندهر در قبیلهٔ ککی زئی در خانوادۂ مردی رنگرز، کودکی به جهان آمد که غلام قادر نامیده شد و بعداً به تخلص گرامی در جهان شعر و ادب شهرت یافته. جالندهر که در نزدیکی لاهور جانب مشرق واقع است، از دیر زمان مرکز سیاست و کانون شعر و ادب به‌شمار می‌رفته و در حقیقت شعبه یی از مکتب لاهور بوده‌است و چندین شاعر و نویسندۂ بزرگ را در آغوش پرورده‌است. گرامی درخشان‌ترین ستارۂ آسمان ادب پنجاب بود که آخرین رهبر مکتب کلاسیک شعر فارسی درآن سامان محسوب می‌شد. پس از گرامی شاگردانش مانند عظامی و ابوالاثر حفیظ جالندهری، شاعر شهیر زبان اردو که سرود ملی پاکستان را به نظم آورده‌است، رونق تازه ایی به مکتب لاهور بخشیده‌اند.
اسم گرامی غلام قادر و اسم پدرش شیخ سکندر بخش بود. فقط مصنف تزک محبوبیه د اسمش را عبدالقادر و مولدش را به جای جالندهر، بلگرام نوشته‌است و چون سندی نیاورده است، معلوم نیست این اشتباه از کجا ناشی شده‌است. البته راجع به تاریخ تولدش اختلاف رای است. نگارنده خود در این باب از آقایابوالاثر حفیظ جالندهری و مولانا عبدالمجید سالک که از دوستان گرامی هستند، تحقیق و تفحص کردم و همهٔ ایشان بر سال ۱۸۵۶ متفق بودند و به نظر بنده هم همین تاریخ تولد گرامی صحیح تر است چون استناد هری چند اختر، سوانح نگار گرامی، که از قول مادر گرامی روایت می‌کند، قوی تر و درست‌تر است.

## تحصیل

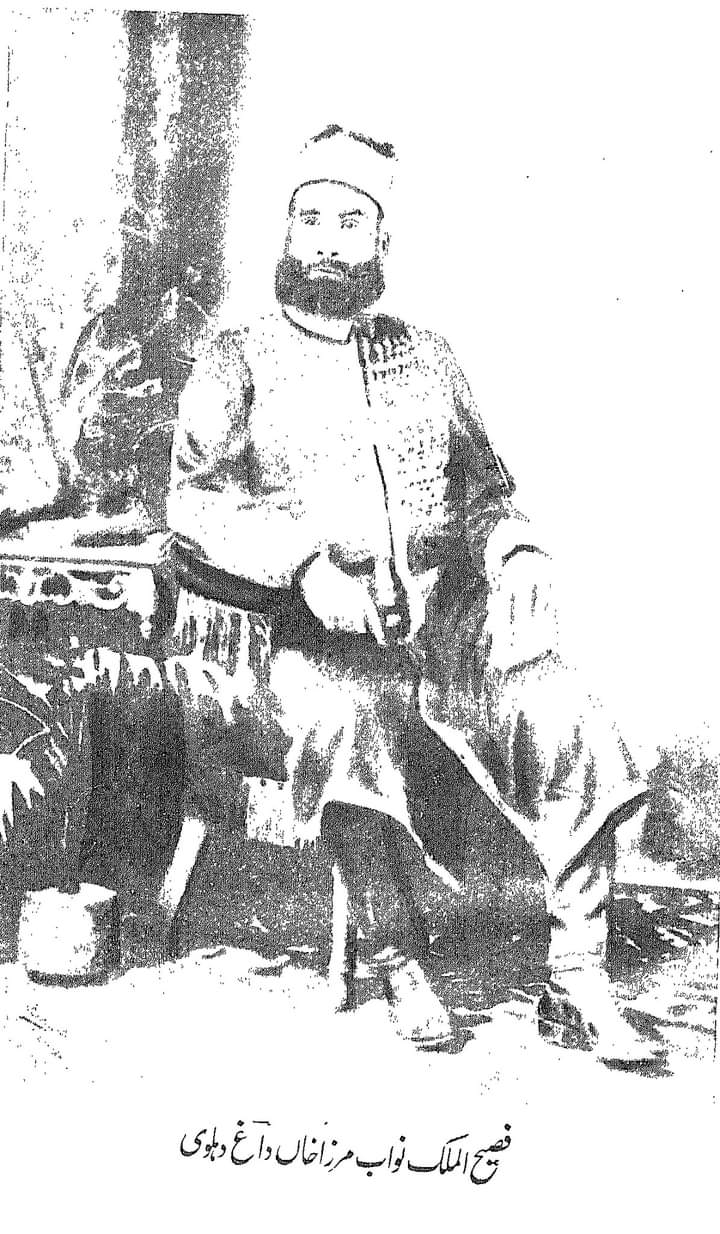
داغ دهلوی

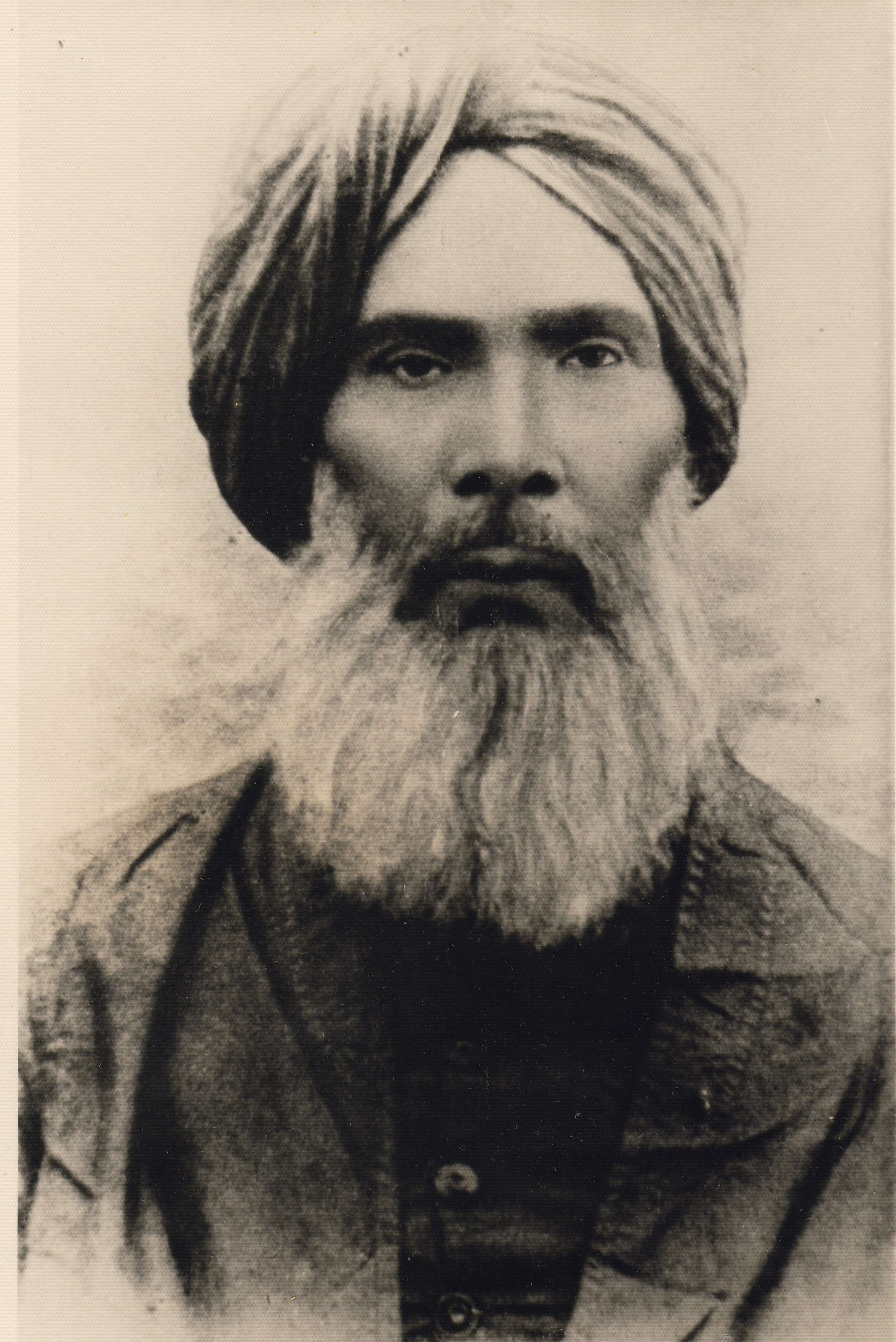
امیر مینائی

چون در آن زمان مراکز درس و تدریس مساجد بودند، گرامی هم در سن شش سالگی در یکی از مساجد جالندهر شروع به درس کرد و بعد از مدتی به مکتب خلیفه ابراهیم جالندهری درآمد و کتب فارسی را تا گلستان و بوستان و اسکندر نامه خواند. پدر ابوالاثر حفیظ جالندهری که حافظ شمس الدین نام داشت و همدرس گرامی بود، می‌گفت که گرامی در ایام کودکی شعر می‌سرود و چون همیشه در عالم فکر و استغراق بود، همدرسان او را مجذوب می‌نامیدند. گرامی در ابتداء به اردو و پنجابی شعر سرودن آغاز کرد ولی پس از تحصیلات، زبان فارسی را برای اظهار فکر خود انتخاب نمود. گرامی پس از فراغت از دروس مقدماتی، در سن چهارده سالگی از جالندهر پای پیاده به شوق تحصیل علم به لاهور آمد. او در لاهور از دانشکدۂ خاورشناسی (اورینتل کالج) در امتحانات منشی فاضل با درجهٔ ممتاز توفیق یافت و در هنگام امتحان، جواب بعضی سؤالها را به شعر نوشت و در همین زمان وی تخلص گرامی را برای خود انتخاب کرد و در جلسه‌های ادبی لاهور به نام گرامی شهرت یافته.

## کار معلمی
پس از تحصیلات گرامی از لاهور به امرتسر آمد و معلم فارسی در دبیرستانی شد. از امرتسر به کپورتهله رفت و از آنجا به لودهیانه آمد و آنجا باز معلم فارسی شد ولی تدریس زبان فارسی را به سبک تازه یی آغاز نمود. او اصرار زیاد بر حفظ کردن متون کتاب و معانی تحتت اللفظی مطالب نمی‌داشت و محصلین را و ادار می‌کرد به زبان فارسی تکلم بکنند و اشعار فارسی را از بر نمایند. می‌توان گفت که گرامی تقریباً هشتاد سال پیش کوشش کرد که برای تدریس فارسی در شبه قارۂ پاکستان و هند روش جدید و سبک نوینی را مطرح کند. البته پس از تشکیل پاکستان متصدیان امور درس و تدریس همین سبک تازه را در دبیرستانها و دانشکده‌ها دنبال می‌کنند ولی در زمان گرامی این روش نوین مورد پسند اولیای فرهنگ واقع نشد و در نتیجه او از دبیرستان دولتی لودهیانه مستعفی گشت. سپس به توصیهٔ بارتن که افسر پلیس لودهیانه بود و ذوق فارسی داشت و در نزد گرامی فارسی می‌خواند، گرامی در ادارۂ پلیس افسر شد ولی چون این شغل خلاف طبع نرم و نازک گرامی بود، از آن سمت هم دست کشیده.

## شاعر درباری

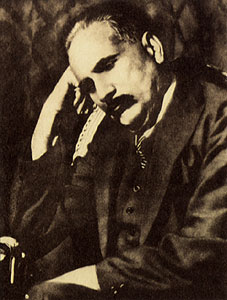
اقبال لاهوری، دوست غلام قادر گرامی

در آن زمان دربار نواب رام پور برای قدردانی اهل فضل و هنر شهرتی تمام داشت. داغ دهلوی شاعر بزرگ اردو و امیر مینائی شاعر دیگر زبان اردو در رام پوربودند. گرامی هم به رام پوررفت و در جلسه‌های شعر و سخن شرکت نموده با اشعار گیرای خود محافل ادبی را رونقی تازه بخشید ولی ’’داغ‘‘ چون گرامی را حریف خود می‌شمرد، خوشش نیامد و بنای هجوگویی آغاز کرد. گرامی ازرام پور به پاتیالا آمد و مهمان خلیفه محمدحسین وزیراعظم مهاراجه پاتیالا شد و چون خلیفه محمد حسین اشعار گرامی را شنید، توصیه نمود که قدردان چنین اشعار بلند و سخنان زیبا فقط دربار دکن است و باید گرامی به حیدرآباد دکن برود.

## ازدواج
گرامی در دکن مورد تجلیل سایر علما و فضلا و شعرای دربار نظام بود. هر چند که در دکن رحل اقامت افکنده بود ولی گاهگاهی حب وطن وی را به طرف سرزمین پنجاب می‌کشید و او از جالندهر و لاهور دیدن می‌کرد. در همین رفت‌وآمد گرامی با علامه اقبال لاهوری آشنا شد و در هوشیارپور با زنی به نام اقبال بیگم که شاعرۂ زبان اردوهم بود، ازدواج کرد. در موقع ازدواج نظام دکن پنج کیلو طلای خالص به گرامی به‌طور انعام داد، وقتی که در سال ۱۹۱۵ میلادی، گرامی دربار را ترک کرد، به پنجاب برگشت و در هوشیارپور مقیم شد و خانه یی هم آنجا به پاس خاطر همسر خود درست کرد زیرا که بر درگاه بزرگ منزل این مصرع کنده شده‌است:بر سر مسند اقبال گرامی منزل.

پس از ازدواج او زادگاه خود را که جالندهر بود، ترک کرد. گرامی خود در نامه یی که به نیاز الدین احمد خان نوشته، چنان می‌نویسد: ’’ یک دوست من خیلی درست گفته‌است که مرد بعد از ازدواج زن را به خانهٔ خود می‌آورد ولی گرامی را زن او بعد از عروسی به خانهٔ خود برد. گرامی از زن اول فرزندی نداشت و به اصرار مادر خود زن دیگر اختیار کرد ولی بنا به توصیهٔ علامهاقبال لاهوری قبل از زفاف وی را طلاق گفت و نیمی از مهریه را هم به وی پرداخت.

## درگذشت
گرامی در آخر عمر خودش به مرض قند (دیابت) مبتلا شد. هر چند معالجه کرد شفا نیافت تا این که روز پنجشنبه به وقت صبح ۲۶ مه ۱۹۲۷ به عالم باقی شتافت و در قبرستان هوشیارپور مدفون شد.

## آثار
دیوان گرامی و رباعیات گرامی، هر دو اثر مولانا گرامی، پس از وفاتش به اهتمام همسرش و شاگرد و جانشین وی عظامی به چاپ رسیده‌است و بدون ذکر تاریخ چاپ و دیباچه در لاهور منتشر شده‌است. ناشر هر دو شیخ مبارک علی است.

دیوان گرامی که دارای غزلیات، مثنویات، مناقب، قطعات، قصاید، مراثی و تک بیت‌ها است، مشتمل بر دویست و شانزده صفحه می‌باشد. تعداد غزلهایش از دیگر انواع سخن بیشتر است و در حقیقت همین سرمایهٔ نازش و شاهکار گرامی است. از هفتاد و نه غزل، بیست و هشت در تتبع استادان سخن گفته‌است که از آنها یازده در تتبع حافظ، هفت در تتبع نظیری، چهار در تتبع ظهوری و سه در تتبع صائب تبریزی می‌باشد. به علاوه پانزده مثنوی، یک ساقی نامه، دوازده منقبت، پنج قصیده، بیست قطعه، سه قطعهٔ تاریخ وفات، نه تک بیت و سه مرثیه در دیوان او موجود است.

اثر دیگرش به عنوان رباعیات گرامی دارای سیصد و بیست رباعی و دو بیتی می‌باشد و موضوع آنها تصوف، عشق، فلسفه، اخلاق و مدح است. اشعار گرامی در حدود چهار هزار بیت می‌باشد و احتمال می‌رود که قسمتی از کلام گرامی از بین رفته باشد چون وی کلام خودش را در مینه حفظ می‌کرد و در بیاضی ضبط نمی‌نمود و چون دیوانش پس از وفات وی به چاپ رسید، بدیهی است که قسمتی از کلام موزونش در سینهٔ او مدفون شد.

او شاعر فارسی بود و در زبان اردو به ندرت شعر می‌گفت. نسیم رضوانی صاحب تذکرۂ شعرای پنجاب، چند شعر اردو هم از گرامی درج کرده‌است. دربارۂ نثر فارسی، علامه اقبال لاهوری می‌گوید که گرامی به نثر فارسی چیزی ننوشته‌است، ولی اگر می‌نوشت الحق خیلی شگفت‌انگیز می‌بود.

## نمونهٔ کلام
| دانستن ذات او نه حد بشرست     |  | زادراک صفات خود خبر بیخبرست |
| از عین و اثر چه نکته‌ها می‌رانی |  | آں عین که عین می‌شناسی اثرست |

| بندۂ عشقم گرامی خسروم     |  | عشق بازی کار هر مزدور نیست    |
| عقل گوید از نظر دورست دور |  | عشق گوید بگسل از خود دور نیست |

| باری مژه وا کن که گرامی ماییم |  | دیوانهٔ انداز نظامی ماییم |
| گوییم قصیده و رباعی و غزل     |  | مست می خمخانهٔ جامی ماییم |

## آراء منتقدان و معاصران
- علامه دکتر محمد اقبال لاهوری:

اگر بعد از عرفی و نظیری در این ناحیه شاعری است که به زبان فارسی شعر فارسی خوب می‌سراید آن گرامی است. امروز شما کلامش را گوش کنید، فردا شما براین تفاخر می‌کنید که گرامی را نیز شنیده‌اید.

حیرت این است که شما غزل در محضر مولوی گرامی می‌نویسید و برای تصحیح به من مراجعه می‌کنید. چنین است که در اصفهان بودن و سرمه از هند خریدن. شما نیاز هستید ولی در محضر گرامی بی‌نیاز از جمله شاعران جهان.

عظمت گرامی را از این امرهم می‌توان درک کرد که اقبال لاهوری مثنوی اسرار خودی و رموز بی‌خودی را بار اول با تفریط گرامی چاپ نموده‌است. شعر اقبال لاهوری بر وفات گرامی مشهور است:
| آه مولانا گرامی از جهان بر بست رخت |  | آن که زد فکر بلندش آسمان را پشت پای |